# جشنواره موسیقی دوناشنگن
 موسیقی دوناشینگن (به آلمانی: Donaueschinger Musiktage) یک جشنوارهٔ سه روزه موسیقی نو (موسیقی کلاسیک معاصر) است که به صورت سالانه در ماه اکتبر و در شهر دوناشینگن آلمان برگزار می‌شود. دوناشینگن به عنوان قدیمی‌ترین جشنواره موسیقی نو جهان شناخته می‌شود و یکی از معتبرترین جشنواره‌های موسیقی نو در جهان و مهم‌ترین جشنواره موسیقی نو آلمان است. این رویداد به عنوان سکویی برای موسیقی آوانگارد و در قالب کنسرت، اجرا، سنخرانی و کارگاه آموزشی، به موسیقی معاصر، موسیقی تجربی، موسیقی الکترونیک و هنر صوتی می‌پردازد.

## تاریخچه
«جامعهٔ دوستان موسیقی» در سال ۱۹۱۳ در شهری کوچک در کنار رود دانوب در جنوب آلمان شکل گرفت. ایدهٔ اولیه، برگزاری جشنواره‌ای کوچک برای معرفی هنرمندان جوان و آینده‌دار بود. هیئتی متشکل از موسیقی‌دانان برجستهٔ دوران در سال ۱۹۲۱ دور هم جمع شدند و امکان تشکیل جشنواره را بررسی کردند. نخستین کنسرت چند ماه بعد و در روز ۳۱ ژوئیه ۱۹۲۱ به نام «اجراهای موسیقی مجلسی دوناشینگن برای پیشرفت موسیقی معاصر» (به آلمانی: Donaueschinger Kammermusikaufführungen zur Förderung zeitgenössischer Tonkunst) با اجرای آثاری از آلویس هابا، ارنست کرنک و پال هیندمیت به روی صحنه رفت. ۳ سال بعد آرنولد شونبرگ، آنتون وبرن و یوزف ماتیاس هوور که به عنوان نمایندگان اصلی جریان موسیقی ۱۲ تنی شناخته می‌شدند، آهنگسازان مهمان جشواره بودند.
در سال ۱۹۲۷ ججشنواره به بادن بادن تغیر مکان داد. به دلیل شرایط سیاسی ملی و بین‌المللی، تمام کنسرت‌ها در سال‌های ۱۹۳۱–۱۹۳۳، ۱۹۳۵ ۱۹۴۰–۱۹۴۵ و ۱۹۴۸–۱۹۴۹ لغو شدند و در میان سال‌های ۱۹۳۳–۱۹۳۵، حزب ناسیونال سوسیالیست کارگران آلمان رویداد دیگری با نام «جشن موسیقایی دوناشینگن» یا «موسیقی نو و قدیمی مجسلی از منطقهٔ آلمان-شوابن» برگزار کرد.
پس از جنگ جهانی دوم، جامعهٔ دوستان موسیقی بار دیگر جشنواره را با نام «جشنواره موسیقی معاصر دوناشنگن» برپا کرد و در یک قرارداد همکاری با رادیو تلویزیون جنوب غربی در بادن بادن و ارکستر بزرگش، ابعاد برنامه را وسعت بخشید.
از سال ۱۹۹۳ هر دوره از جشنواره تم مخصوص به خود را دارد.
جشنوارهٔ دوناشنگن در سال ۲۰۲۰ به دلیل همه‌گیری کووید-۱۹ برگزار نشد.

## آهنگسازان منتخب
- ۱۹۲۱–۱۹۳۰: آلبان برگ، آلویس هابا، ارنست کرنک، فیلیپ یارناخ، آنتون وبرن، آرنولد شونبرگ، یوزف ماتیاس هوور، پال هیندمت، پائول دسائو، ایگور استراوینسکی، گرهارد مونخ، کورت وایل، داریو میو، فیلیپ یارناخ، هانس آیسلر، ارنست توخ، جرج انتایل
- ۱۹۵۰–۱۹۶۰:پیر بولز، اولیویه مسیان، هانس ورنر هنتسه، کارل‌هاینز اشتوکهاوزن، برند آلویس تسیمرمان، لویجی نونو، ارل براون، جان کیج، آنری پوسر، یانیس زناکیس، لیچیانو بریو، ویلهلم کیلمایر، الیوت کارتر، موریسیو کاگل، ادگار وارز، کریستف پندرسکی، بلا بارتوک
- ۱۹۶۰–۱۹۸۰: ولفگانگ ریم، هاینز هولیگر، آلفرد اشنیتکه، گئورگ لیگتی، بریان فرنیو، هاینتس هولژه، ذیتر اشنبل، هانتس زندر، یونگی پاگ‌پان، پتر اووتوس
- ۱۹۸۰–۲۰۰۰: لوک فراری، لوئیجی نونو، هلموت لاخنمان، هریسون برتویسل، برونو مادرنا، مایکل لویناس، گرهارد روم، زلتان ینی، هانتس پتر هالر، گئورگ لیگتی، کریستوف اشتود، کرنیلیوس کاردو، کلاوس هوبر، مایکل هنینگ، جیمز تنی، الوین کوران، خولیو استرادا
- ۲۰۰۱–۲۰۱۰: پیتر آبلیگر، سالواتوره شارینو، مارک آندره، گئورگ فریدریش هاس، پاسکال دوساپن، والتر زیمرمان، برایان فرنی‌هاو، پیتر روتسیکا، خایا شرنووین، انو پوپه، پیر لویجی بیلونه
- از ۲۰۱۱: بئت فورر، جرج اپرگیس، فراچسکو فیلیدی، ربکا ساندرز، برنارد لانگ، مارکو استروپا، کلاوس لانگ، نیما عطرکار روشن، استفان پرینس، اویویند توروند[۱]